# Almoguera
Almoguera è un comune spagnolo di 1 401 abitanti situato nella comunità autonoma di Castiglia-La Mancia.